# Frullania tagawana
Frullania tagawana là một loài rêu tản trong họ Jubulaceae. Loài này được (S. Hatt. & Thaithong) S. Hatt. miêu tả khoa học lần đầu tiên năm 1985.